# Küre
Küre ist eine Stadt und Hauptort des gleichnamigen Landkreises im Norden der türkischen Provinz Kastamonu in Nordanatolien. Küre liegt ca. 20 km südlich von İnebolu im Hinterland der Schwarzmeerküste im Gebirgszug Küre Dağları. Die Stadt liegt ca. 45 km nördlich der Provinzhauptstadt Kastamonu. Die Fernstraße D 765 (İnebolu-Kastamonu-Niğde) führt an Küre vorbei. Laut Stadtsiegel wurde Küre 1926 zur Belediye (Gemeinde) erhoben.
Der Landkreis wurde 1926 gebildet und wird von den Kreisen Azdavay im Osten, Doğanyurt im Nordosten, İnebolu im Norden, Bozkurt im Nordosten, Devrekani im Südosten sowie Seydiler im Süden begrenzt. Neben der Kreisstadt besteht der Kreis aus 34 Dörfern (Köy) mit durchschnittlich 90 Bewohnern. Die Palette der Einwohnerzahlen reicht von 264 (Çaybükü) bis 22 (Güney).
4 km westlich der Kreisstadt befindet sich die Çatak-Talsperre.